# Beata Trzop
Beata Trzop – polska socjolog, dr hab. nauk społecznych, profesor uczelni i dyrektor Instytutu Socjologii Wydziału Pedagogiki, Psychologii i Socjologii Uniwersytetu Zielonogórskiego.

## Życiorys
26 marca 2004 obroniła pracę doktorską Typy kultury popularnej upowszechniane w pismach kobiecych wydawanych w Polsce, 4 kwietnia 2014 habilitowała się na podstawie pracy zatytułowanej Dojrzałe, spełnione, niezależne...? : Kobiety 50+ w socjologicznym zwierciadle. Była zatrudniona na stanowisku adiunkta w Instytucie Socjologii na Wydziale Pedagogiki, Socjologii i Nauk o Zdrowiu Uniwersytetu Zielonogórskiego.
Została zatrudniona na stanowisku profesora uczelni i dyrektora w Instytucie Socjologii na Wydziale Pedagogiki, Psychologii i Socjologii Uniwersytetu Zielonogórskiego.